# Bec de serra gros

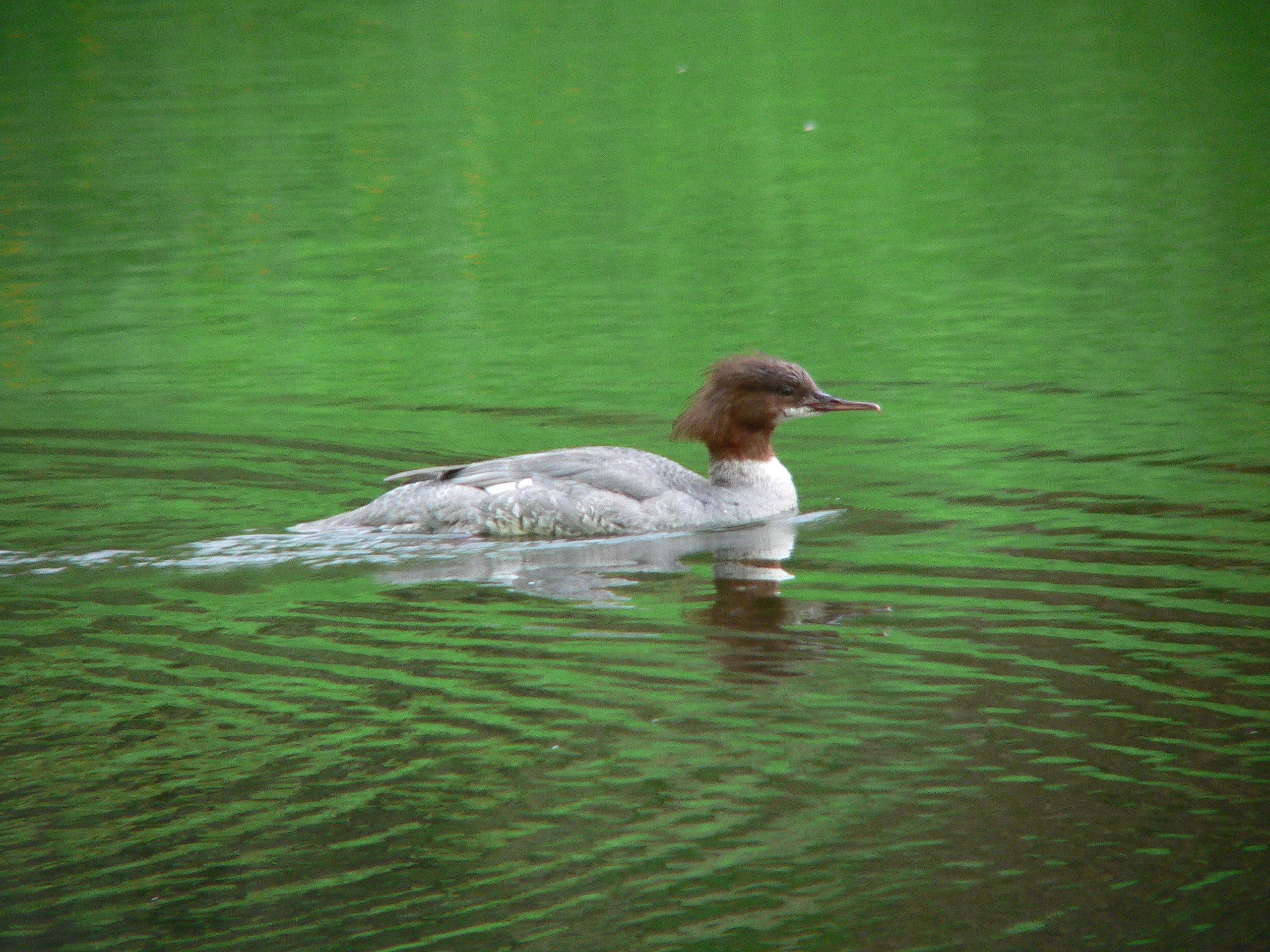
Femella

El bec de serra gros o ànnera peixatera grossa (a les Balears) (Mergus merganser) és una espècie d'ocell anseriforme de la família Anatidae.

## Descripció

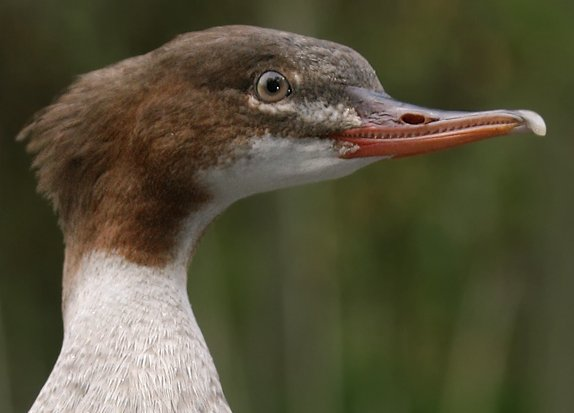
Detall del bec

Té una longitud de fins a 70 cm. i una envergadura de fins a un metre i, tal com indica el seu nom, tant el mascle com la femella tenen el bec dentat, de color vermellós i acabat en ganxo.
El plomatge de les femelles, dels joves i dels mascles en època de plomatge en eclipsi tenen el cap i el coll d'un color marró vermellós que contrasta clarament amb el plomatge gris blanquinós de la resta del cos i al clatell i tenen una mena de monyo que habitualment apareix "forassenyat".
A l'època nupcial, el mascle adquireix un plomatge que li dona un clar dimorfisme sexual. El cap pren un color negre amb reflexos verds amb el monyo "pentinat, la part superior del dors també és negra i la resta del cos d'un color blanc intens.

## Distribució
Espècie migradora, nidifica al nord d'Amèrica, Europa i Àsia i Hiverna a la zones temperades dels mateixos continents. El límit meridionals de zona europea d'hivernatge arriba fins a la Cornisa Cantàbrica, els Pirineus, tot el sud de França, el nord d'Itàlia i la meitat septentrional de la península balcànica.

## Hàbitat
A l'època de cria busca rius i llacs d'aigües clares amb abundant fauna aquàtica i rica vegetació. Per a hivernar busca llacs i pantans.

## Alimentació
Bàsicament peixos de fins a la mida d'un dit tot i que excepcionalment poden sobrepassar aquesta mida. A la primavera també menja granotes.

## Comportament
Neda amb el cos bastant enfonsat. Capbussa el cap per veure les seves preses i quan està pescant mou sovint les ales. Agafa les seves preses amb l'ajut del ganxo de la punta del bec i de les serretes dels costats. Pot capbussar-se completament per a pescar però sempre a poca profunditat.

## Mudes
Els mascles perdent el plomatge nupcial tan bon punt abandonen les femelles i fins que no han adquirit completament el plomatge d'eclipsi són incapaços de volar.
Les femelles el muden al mes d'agost, quan les cies ja han assolit la independència. Després d'aquesta primera muda, en fan una segona que només afecta el plomissol.

## Reproducció
Al febrer els mascles entren en període de zel i adquireixen el plomatge nupcial que exhibeixen intensament estirant el coll i nedant espasmòdicament fent ziga-zagues.
Al març les femelles busquen algun forat preferentment en algun arbre (són molt àgils volant entre el brancatge del bosc) però també pot ser a les roques o, fins i tot, en edificis en runes, pallers, golfes o graners, però sempre en llocs propers a l'aigua. Si no en troben cap, poden fer el niu en algun antic cau de guineu, sota les arrels d'algun arbre o entremig d'una espessa vegetació arbustiva.
Ponen una mitjana de 9 ous (un ou diari) tot i que a vegades s'ha trobat femelles incubant fins a 16 ous per bé que en aquests casos d'incubacions tan nombroses s'ha constatat que són degudes al fet que dues femelles han post en el mateix niu. També s'han donat casos que una femella que ha perdut la seva posta, n'expulsa a una altra del seu niu i cova els ous "robats". La incubació és força llarga doncs dura uns 32 dies.

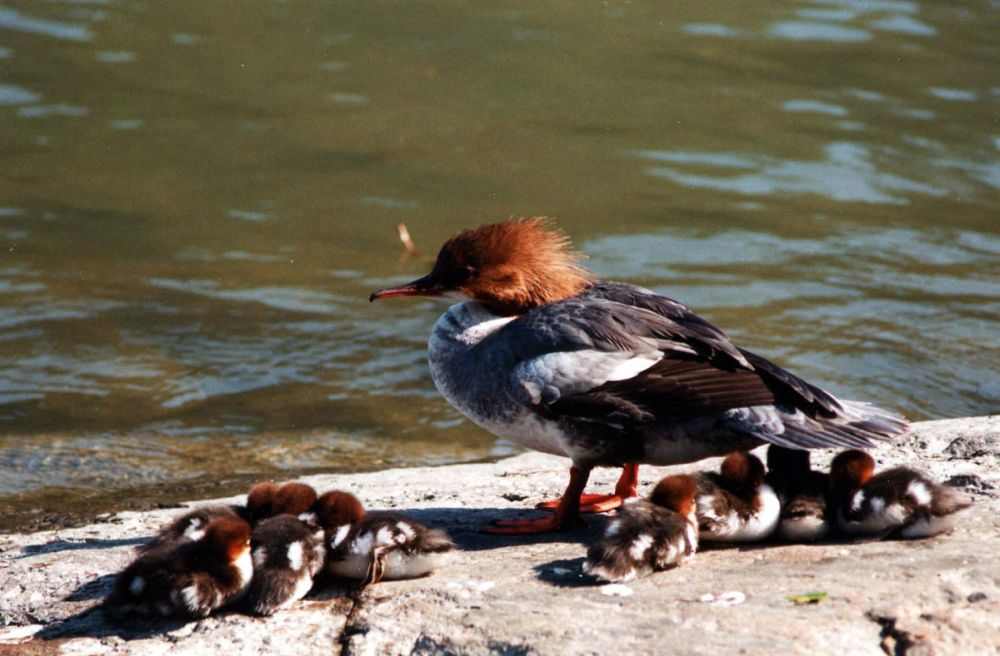
Femella amb pollets

Quasi immediatament després de sortir de l'ou, els pollets s'enfilen per les galeries de d'interior del niu ajudant-se del bec, les potes i les ales i no temen saltar des d'alçades considerables. També es coneixen casos de femelles que han transportat volant amb els pollets damunt la seva esquena.
Durant les dues primeres setmanes de vida, els pollets dormen a vora de l'aigua aixoplugats sota el cos de la mare i comencen a buscar el seu aliment, primer només nedant però aviat també capbussant-se, que en aquest període consisteix quasi exclusivament en insectes aquàtics.
Els mascles se separen de les femelles quan aquestes encara estan covant.

## Enllaços externs

[http://www.xeno-canto.org/sounds/uploaded/CDTGHVBGZP/COME2007-7-11.mp3 Cant